# Susana Coppo
Susana Coppo (Bahía Blanca, provincia de Buenos Aires; 26 de noviembre de 1959) es una exnadadora argentina. A los 16 años, compitió en cinco eventos de los juegos Olímpicos de Montreal 1976: en las postas de 4×100 libre y 4×100 combinado y en los 100m, 200m y 400m libre. No ganó medallas en los Juegos Olímpicos.
Entrenaba en una pileta cercana a Puerto Belgrano. Su entrenador era Julio Serrani. 
Actualmente vive en los Países Bajos.
Se exhiben en el Museo del Deporte de Bahía Blanca algunos objetos que pertenecieron a Susana Coppo.